# フィリップ3世 (ブルゴーニュ公)
フィリップ3世（Philippe III, 1396年7月31日 - 1467年6月15日）は、ヴァロワ＝ブルゴーニュ家の第3代ブルゴーニュ公（在位：1419年 - 1467年）。ブラバント公（在位：1430年 - 1467年）、エノー伯・ホラント伯・ゼーラント伯（在位：1432年 - 1467年）、ルクセンブルク公（在位：1443年 - 1467年）でもあった。「善良公」（le Bon　ル・ボン）と呼ばれる。ジャン1世（無怖公）と妃で下バイエルン＝シュトラウビング公・エノー伯・ホラント伯・ゼーラント伯アルブレヒト1世の娘マルグリット・ド・バヴィエールの長男。
イングランドとフランスが死闘を繰り広げる百年戦争において、初めはイングランドの同盟者でありながらほとんど手を貸さず独自に領土拡大政策を進め、フランスが反撃を開始すると徐々にフランスへ接近、やがてイングランドから離れてフランスと和睦、百年戦争がフランス優位になる転換点を作った。

## 生涯

### イングランドの同盟者
幼少期の1403年、祖父のブルゴーニュ公フィリップ2世（豪胆公）の意向でフランス王シャルル6世の娘で又従姉に当たるミシェル・ド・フランスと婚約、合わせて姉マルグリットとミシェルの弟のルイの婚約も決められた。1415年、イングランド軍がフランス遠征を開始すると父の命令でアルトワ防衛に向かったが、当時父が率いるブルゴーニュ派と対立していたアルマニャック派が単独でイングランド軍に戦闘を挑みアジャンクールの戦いで大敗、父から参戦を禁じられていた善良公はこの戦いに加勢しなかったことを後悔している。
1419年に父がアルマニャック派の手によって殺害されたためブルゴーニュ公位を継承、ブルゴーニュ公となると、父の仇であるアルマニャック派が推す王太子シャルル（後のシャルル7世）に対抗するため、フランス王位を要求していたイングランド王ヘンリー5世と同盟を結ぶ（アングロ・ブルギニョン同盟）。これにより、百年戦争はイングランドが優位に立ち、ヘンリー5世は1420年のトロワ条約でフランス王位の継承権を手に入れるまでになった。
1422年にヘンリー5世とシャルル6世が相次いで亡くなり、ヘンリー5世の遺児で幼少のヘンリー6世が即位すると、ブルゴーニュはイングランドの同盟相手として丁重に扱われた。翌1423年には政略結婚で両国の関係は強化され、善良公の妹アンヌと姉マルグリット（ルイ亡き後未亡人となっていた）はそれぞれヘンリー6世の叔父ベッドフォード公ジョンとブルターニュ公ジャン5世の弟アルテュール・ド・リッシュモンに嫁いだ。一方、善良公は1421年にナミュールを譲られる契約を結び（1429年に領有）、1422年に最初の妻ミシェルに先立たれると1424年にボンヌ・ダルトワと再婚している（しかし、翌1425年にボンヌは死去）。

### フランスに接近、離反へ
だが、善良公はフランス戦線に無関心で、北のネーデルラント獲得を目指していたが、そのネーデルラントを巡り紛争が起こった。ベッドフォード公の弟のグロスター公ハンフリーが1422年に善良公の従妹に当たるエノー・ホラント・ゼーラント女伯ジャクリーヌ・ド・エノーと結婚したことを根拠に1424年にネーデルラントへ出兵したため、憤慨した善良公は迎撃に向かい、イングランドとブルゴーニュの同盟にヒビが入った。事態を危ぶんだベッドフォード公が仲介したが紛争は収まらず、翌1425年1月にジャクリーヌと善良公の叔父でジャクリーヌと対立していたバイエルン公ヨハン3世が善良公を相続人に指名して亡くなると、それを口実に善良公はエノーに駐屯していたグロスター公の手勢を打ち破りジャクリーヌを捕らえてネーデルラントで優位に立った。
1428年にグロスター公が介入を諦め、ジャクリーヌが善良公に3伯領の支配を委ねることで事態は解決したが、善良公はイングランドに不信を抱くようになった。この後、1432年にジャクリーヌが善良公へ反逆を企て、それが失敗に終わると3伯領を全て明け渡し引退、1430年に従弟のブラバント公兼サン＝ポル伯フィリップ（ジャン4世の弟）が急死したことも相まって、ネーデルラントの大部分を手に入れた善良公の所領は大幅に拡大した。
一方、王太子の姑ヨランド・ダラゴンが善良公に接触すると徐々にフランスへ歩み寄るようになり、1424年9月に王太子と善良公は休戦協定を結び、善良公は王太子をフランス王と認め両者の和睦に一歩近付いた。リッシュモンが王太子の側近になり父の暗殺犯などアルマニャック派の強硬派を処罰したため進展したと思われたが、王太子の寵臣ジョルジュ・ド・ラ・トレモイユと対立して1428年に宮廷から追い出され、ブルゴーニュとフランスの交渉も中断された。このような状況を見て取ったベッドフォード公は同年10月からオルレアン包囲戦を敢行、ブルゴーニュを戦争に引きずり込もうとした。
しかし、1429年5月にジャンヌ・ダルクがオルレアンでイングランド軍の包囲網を破り、6月にパテーの戦いでオルレアン周辺のイングランド軍が掃討され、7月にランスで王太子が戴冠式を行ってフランス王シャルル7世を称する頃になると形勢は逆転し始めた。善良公はシャルル7世が派遣した使節と交渉して8月に再び休戦を誓い、将来の和睦に向けた予備交渉まで定め、フランスと争うつもりがないことを表明した。冬から1430年まで善良公は3度目の結婚準備に追われ、シャルル7世が北フランスで紛争を煽り善良公を牽制するなどしていたため、出兵する余裕は無かった。シャルル7世と休戦協定の期限は1430年3月までだったが、水面下で両者は互いに相手の出方を窺いつつ警戒していた。
一向に協力しない善良公に苛立ったベッドフォード公は1430年5月にコンピエーニュ包囲戦を実行、善良公はフランスとの休戦が切れたこともありイングランドの顔を立てるため参戦したが、戦いは敗北に終わり、善良公の配下のリニー伯ジャン2世はジャンヌを捕らえてイングランド軍に引き渡したが、翌1431年12月13日にはフランスと改めて休戦する一方、16日にベッドフォード公がパリで挙行したヘンリー6世のフランス王戴冠式には欠席して一層イングランド離れを進めていった。1430年1月に善良公がベッドフォード公の従妹に当たるイザベル・ド・ポルテュガルと3度目の結婚をしても両者の溝は埋まらず、1432年にアンヌが亡くなり翌1433年にベッドフォード公がジャケット・ド・リュクサンブールと再婚したことで疎遠になっていった。他方、ロレーヌ公国に介入しロレーヌ公ルネ・ダンジュー（ヨランドの次男）と争うヴォーデモン伯アントワーヌに味方し、1431年にルネを捕らえてディジョンへ幽閉したが短期間で開放している。
1432年にリッシュモンがフランス宮廷に復帰、1433年にリッシュモンと対立したラ・トレモイユが追放されるとフランスはブルゴーニュとの和睦に傾き、善良公もこれに応じ1434年12月から1435年2月にかけてヌヴェールで交渉して1429年の予備交渉で決めた和睦条件を調整、7月からイングランドも加えてアラスで行われた講和会議でイングランドが離脱すると、フランス・ブルゴーニュ間で交渉が纏まり、9月21日にアラスの和約でフランス王家と講和した。これにより、百年戦争はフランスの勝利へと向かうことになる。なお、ベッドフォード公は和約の1週間前の9月14日に死去している。

### ベネルクスの領有
和約によりフランスと友好関係が築かれたが、イングランドにとっては裏切りでしかなく、報復としてフランドル商人の弾圧、商船の襲撃などを行い、対する善良公も1437年にイングランド領のカレーを包囲したが失敗、逆にブリュージュ・ヘントなどが蜂起して足元が揺らいだため、都市の反乱を平定した後の1439年9月にイングランドと休戦協定を結び、通商関係も回復して事無きを得た。翌1440年、妻イザベルの尽力でイングランドから解放された父の政敵オルレアン公シャルル・ド・ヴァロワを迎え入れ、姪マリー・ド・クレーヴ（姉マリーとクレーフェ＝マルク公アドルフの娘）を娶わせている。
背後を固めた善良公は再びネーデルラントへ目を向け、ルクセンブルクへ狙いを定めた。この地はロレーヌ公国と共に2つに分かれた善良公の領国（北のネーデルラント・南のブルゴーニュ）の連結を果たしていたため必要だったが、代々の領主が金に困り転売を繰り返していた土地だった。1441年に善良公は領主エリーザベト・フォン・ゲルリッツと協定を交わして抵当権を手に入れたが、同名の従妹エリーザベト・フォン・ルクセンブルクが所有権を持っていたため彼女の娘アンナの夫テューリンゲン方伯ヴィルヘルム3世が所有権を主張して1443年に戦争となった。善良公は武力でルクセンブルクを占領して実質的に領主となり、ヴィルヘルム3世と交渉して彼が主張を放棄した1461年に正式にルクセンブルクの領主と認められ、ベネルクス3国は善良公が領有した。
こうしてフランス東部とドイツ西部の境目に連なる領土を手に入れた善良公は以後も外交活動を継続、1453年にヘントの再度の反乱を鎮圧、リエージュ司教領の人事に介入して甥のルイ・ド・ブルボン（妹アニェスとブルボン公シャルル1世の子）を司教に就任させ、オスマン帝国に対する十字軍提唱（実行されず）、1456年にシャルル7世との仲が悪化した王太子ルイ（後のルイ11世）のブラバント迎え入れも行っている。ただし晩年には老齢から指導力が衰え、息子シャルルと家臣のクロワ一族が対立、それに乗じてルイ11世がアラスの和約でブルゴーニュに渡ったソンム川の土地を買い戻すなど失敗が続いている。
1467年に70歳で死去、後をシャルルが継いだ。
百年戦争の後半の展開を左右した善良公だが、ネーデルラントにおいては領土を拡大し、安定した統治を行った。金羊毛騎士団を創設し、騎士道文化が最盛期を迎えた。フーベルト、ヤンのファン・エイク兄弟などのフランドル派絵画や、ネーデルラント楽派の音楽はヨーロッパで最高水準の物となった（北方ルネサンス）。

## 家族
1403年にフランス王シャルル6世の娘で又従姉に当たるミシェル・ド・フランスと婚約、1409年に結婚したが、1422年に子供の無いまま死去。
1424年、ウー伯フィリップ・ダルトワの娘で叔父のヌヴェール伯フィリップの未亡人でもあるボンヌ・ダルトワと再婚したが、1425年に産褥死。
1430年にポルトガル王ジョアン1世の娘であるイザベル・ド・ポルテュガルと3度目の結婚を行い、彼女との間に嫡子シャルルをもうけた。

## フィリップ3世が登場する作品

### 漫画
- 岡児志太郎　『デゾルドル』講談社、月刊モーニングtwo、2017年-連載中